# Вайда, Янош
Я́нош Ва́йда (венг. Vajda János, по-немецки Йоханн Вайда (нем. Johann Wajda); 8 мая 1827, Пешт, Австрийская империя, ныне Будапешт, Венгрия — 17 января 1897, там же) — венгерский писатель и поэт.

## Биография
Родился в семье лесника. Воспитывался в глуши. По окончании гимназии служил чиновником. Пробовал свои силы на поприще актёрства, педагогики; писал статьи по политической экономии, сельскому хозяйству. С 1844 года начинается его литературная деятельность, посвящённая большей частью поэзии. Активно участвовал в общественно-литературном движении «Мартовской молодежи», под руководством Шандора Петёфи. В дни революции 1848—1849 годов принимал в ней деятельное участие и служил в гонведах; после подавления восстания был в наказание отдан в рядовые солдаты австрийской армии. Отбыв службу в 1853 году, окончательно посвятил себя литературе. В поэзии последних лет отдавал предпочтение реализму, сильно сдобренному пессимизмом.
Похоронен на будапештском кладбище Керепеши.

## Сочинения
- рассказ «Королевич Бела» / Bèlakiràlyfi (1854)
- стихотворение «Бодрствующие» / A virrasztók (1855)
- «Стихотворения» / Költemènyek (1856)
- «Новые песни» / Ujdalok (1858)
- «Отзвуки бури» / Viharhangok (1860)
- «Мелкие стихотворения» / Kisebb Költemènyek (1872)
- рассказ «Роман Альфреда» / Alfred regénye (1875)
- стихотворение «Комета» / Az üstökös (1882)
- стихотворение «Одиночество» / Magãny (1883)
- трагедия «Ильдико» / Ildiko
- сказка в стихах «Клён» / Jàvorta
- очерки «Встречи» / Találkozások

## Издания
- Összes művei. — Bdpst, 1940.
- Összes versei. — Bdpst, 1955.
- Антология венгерской поэзии. — М., 1952, с. 270—79.